# Pardosa tenasserimensis
Pardosa tenasserimensis este o specie de păianjeni din genul Pardosa, familia Lycosidae. A fost descrisă pentru prima dată de Thorell, 1895. Conform Catalogue of Life specia Pardosa tenasserimensis nu are subspecii cunoscute.